# 2025 日本女子サッカーリーグ
- 日本女子サッカーリーグ  > 2025 日本女子サッカーリーグ
- 2025年のスポーツ  >  2025年のサッカー  > 2025 日本女子サッカーリーグ

2025 日本女子サッカーリーグ（2025 にほんじょしサッカーリーグ）は、2025年に開催予定の第37回の日本女子サッカーリーグである。

## 概要
2024年12月12日に開催された理事会において、開幕日と開催期間、リーグのチーム編成が発表された。
なでしこリーグ1部
- 全12クラブによる2回総当たり。
- 開催日程：2025年3月15日-10月12日

なでしこリーグ2部
- 全12クラブによる2回総当たり。
- 開催日程：2025年3月15日-10月18日

## できごと
2024年
- 12月12日 - 2025シーズンの開幕日・開催期間およびリーグのチーム編成を発表[1]。

2025年
- 2月6日 - 2025シーズンの日程を発表[2]。

## 2025年の参加クラブ
2024年12月12日、第6回理事会においてVONDS市原FCレディース、南葛SC WINGSの2部参入が承認された。

### なでしこリーグ1部
| チーム名                         | 監督       | ホームタウン       | 前年成績         |
| -------------------------------- | ---------- | ------------------ | ---------------- |
| オルカ鴨川FC                     | 辛島啓珠   | 千葉県鴨川市       | なでしこ1部 8位  |
| スフィーダ世田谷FC               | 川嶋珠生 ※ | 東京都世田谷区     | なでしこ1部 4位  |
| 日体大SMG横浜                    | 嶋田千秋 ※ | 神奈川県横浜市     | なでしこ1部 6位  |
| ニッパツ横浜FCシーガルズ         | 石田美穂子 | 神奈川県横浜市     | なでしこ1部 2位  |
| 静岡SSUボニータ                  | 本田美登里 | 静岡県磐田市       | なでしこ1部 7位  |
| 朝日インテック・ラブリッジ名古屋 | 磯村健 ※   | 愛知県名古屋市     | なでしこ1部 3位  |
| 伊賀FCくノ一三重                 | 北村隆二   | 三重県伊賀市       | なでしこ1部 5位  |
| スペランツァ大阪                 | 種田佳織   | 大阪府高槻市       | なでしこ1部 10位 |
| ASハリマアルビオン               | 菅野将晃   | 兵庫県姫路市       | なでしこ1部 11位 |
| 岡山湯郷Belle                    | 谷口博志   | 岡山県美作市       | なでしこ2部 1位  |
| 愛媛FCレディース                 | 望月隆司   | 愛媛県松山市       | なでしこ1部 9位  |
| ヴィアマテラス宮崎               | 水永翔馬   | 宮崎県児湯郡新富町 | なでしこ1部 1位  |

1. ↑  ※印は新任

#### 監督交代
| チーム名                         | 前監督   | 退任日               | 新監督   | 就任日         | 備考 |
| -------------------------------- | -------- | -------------------- | -------- | -------------- | ---- |
| スフィーダ世田谷FC               | 神川明彦 | 2024シーズン終了まで | 川嶋珠生 | 2024年12月28日 |      |
| 朝日インテック・ラブリッジ名古屋 | 森山泰行 | 2024シーズン終了まで | 磯村健   | 2024年12月28日 |      |
| 日体大SMG横浜                    | 大槻茂久 | 2025年1月31日        | 嶋田千秋 | 2025年2月1日   |      |

### なでしこリーグ2部
| チーム名                     | 監督               | ホームタウン               | 前年成績         |
| ---------------------------- | ------------------ | -------------------------- | ---------------- |
| JFAアカデミー福島            | 山口隆文           | 福島県双葉郡楢葉町・広野町 | なでしこ2部 2位  |
| バニーズ群馬FCホワイトスター | 野田朱美 ※         | 群馬県前橋市               | なでしこ1部 12位 |
| VONDS市原FCレディース        | 川本峻輔           | 千葉県市原市               | 関東1部 1位      |
| 南葛SC WINGS                 | 山崎小百合 ※       | 東京都葛飾区               | 関東1部 4位      |
| 大和シルフィード             | 高橋和幸 ※         | 神奈川県大和市             | なでしこ2部 6位  |
| SEISA OSAレイア湘南FC        | 柄澤俊介           | 神奈川県中郡大磯町         | なでしこ2部 5位  |
| FCふじざくら山梨             | 田口友久（代行） ※ | 山梨県南都留郡鳴沢村       | なでしこ2部 3位  |
| ヴィアティン三重レディース   | 貞清健一           | 三重県桑名市               | なでしこ2部 7位  |
| ディオッサ出雲FC             | 堺陽二             | 島根県出雲市               | なでしこ2部 8位  |
| 吉備国際大学Charme岡山高梁   | 太田真司           | 岡山県高梁市               | なでしこ2部 4位  |
| ディアヴォロッソ広島         | 岩田純児           | 広島県安芸郡熊野町         | なでしこ2部 9位  |
| FC今治レディース             | 布山達朗           | 愛媛県今治市               | なでしこ2部 10位 |

1. ↑  ※印は新任

#### 監督交代
| チーム名                     | 前監督   | 退任日               | 新監督           | 就任日         | 備考 |
| ---------------------------- | -------- | -------------------- | ---------------- | -------------- | ---- |
| バニーズ群馬FCホワイトスター | 三輪和幸 | 2024年10月27日       | 野田朱美         | 2024年10月28日 |      |
| 大和シルフィード             | 沖山雅彦 | 2024シーズン終了まで | 高橋和幸         | 2025年1月15日  |      |
| FCふじざくら山梨             | 渡辺海   | 2024年11月5日        | 田口友久（代行） | 2024年11月5日  |      |
| 南葛SC WINGS                 | 松本彰   |                      | 山崎小百合       | 2025年3月3日   |      |